# Amanda Lee
Amanda Lee (nacida c. 1986) es un aviadora naval en la Armada de los Estados Unidos. Fue seleccionada en junio de 2022 como la primera mujer piloto en el escuadrón de acrobacia aérea con aviones de combate de élite Blue Angels. Lee hizo su debut como piloto de demostración del Ala Izquierda en el avión número tres el 11 de marzo de 2023, en El Centro, California. Ella usa el indicativo de radio «Stalin».

## Primeros años de vida
Lee es de Mounds View, Minnesota, y en 2004 se graduó de Irondale High School en Minnesota. Compitió en muchos deportes mientras estaba en la escuela secundaria: hockey sobre hielo, fútbol y natación. Asistió a la Universidad de Minnesota en Duluth y se alistó en la Armada de los Estados Unidos. En 2007 se graduó del Comando de Entrenamiento de Reclutas en Great Lakes, Illinois. En 2013 se graduó de la Universidad de Old Dominion con una licenciatura en bioquímica.

## Carrera

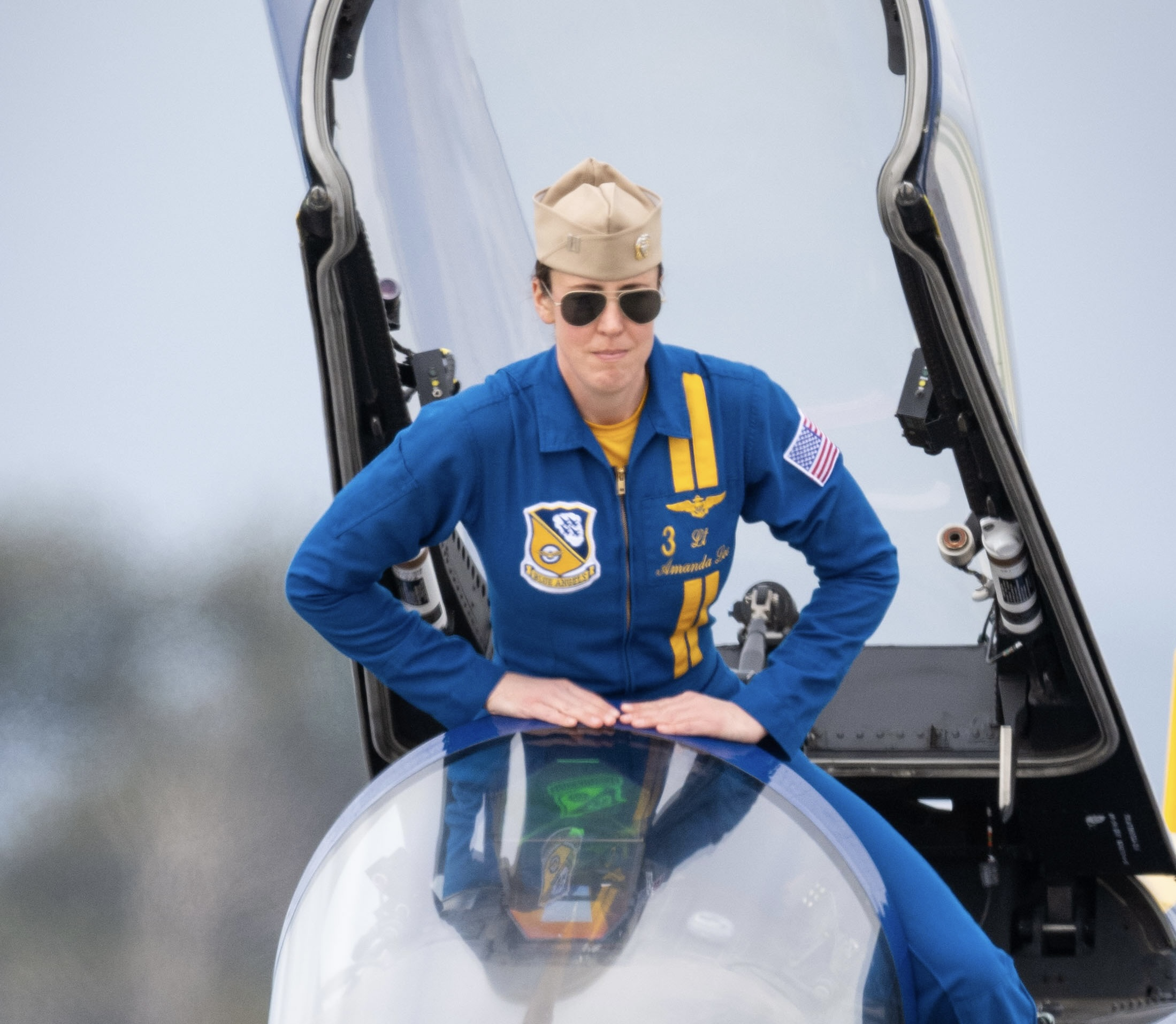
Lee en el día de práctica en la Estación Aérea Naval Point Mugu el 16 de marzo de 2023.

Después de alistarse en la Armada de los Estados Unidos, Lee se desempeñó como técnico en electrónica de aviación. En 2013, se convirtió en oficial comisionada y comenzó a entrenarse como piloto naval en Estación Aeronaval de Pensacola en Florida. En 2016 se convirtió en aviadora naval. Luego fue asignada al portaaviones USS Harry S. Truman para apoyar Operación Resolución Inherente. Como parte de su entrenamiento, completó con éxito 225 aterrizajes detenidos en portaaviones y 1400 horas de vuelo. Ella tiene cuatro Medallas de Logro de la Armada y otros premios personales y de unidad.

### Blue Angels
En julio de 2022, la teniente Lee fue anunciada como la primera mujer en unirse a los Blue Angels como piloto de demostración. En septiembre de 2022 fue asignada a los «Gladiadores» del Strike Fighter Squadron (VFA) 106, con base en Estación Aeronaval Oceana en Virginia. Ella vuela el F/A-18E y el F/A-18F Super Hornet.
La primera actuación de Lee como piloto de demostración de Left Wing con los Blue Angels tuvo lugar el 11 de marzo de 2023 en El Centro, California. También actuó ante unas 100.000 personas en el MCAS Beaufort Airshow el 22 y 23 de mayo de 2023. La vitorearon durante el espectáculo de dos días cuando subía a la cabina de su avión número tres.

## Galería

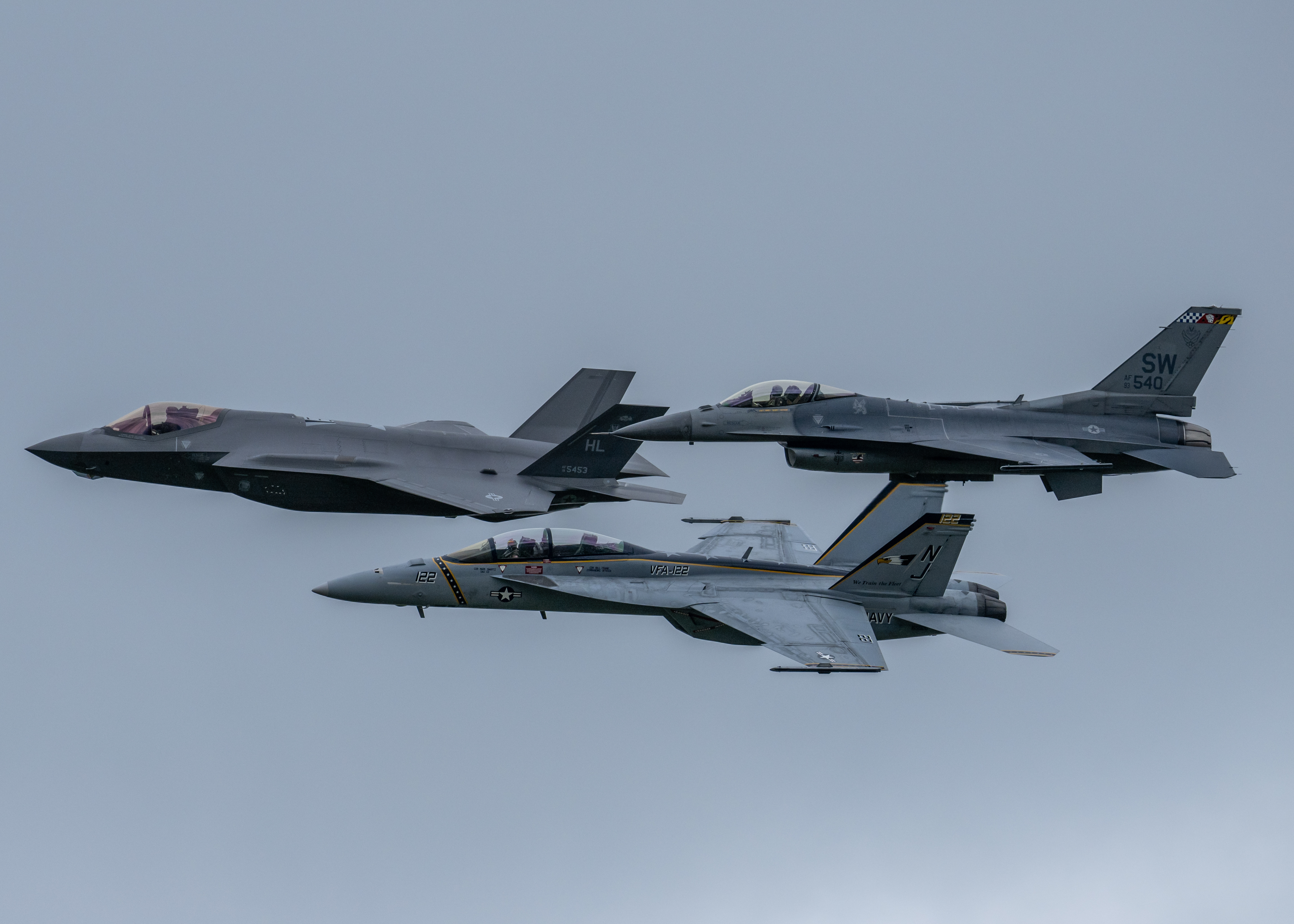
Amanda «Stalin» Lee vuela en formación en 2022.
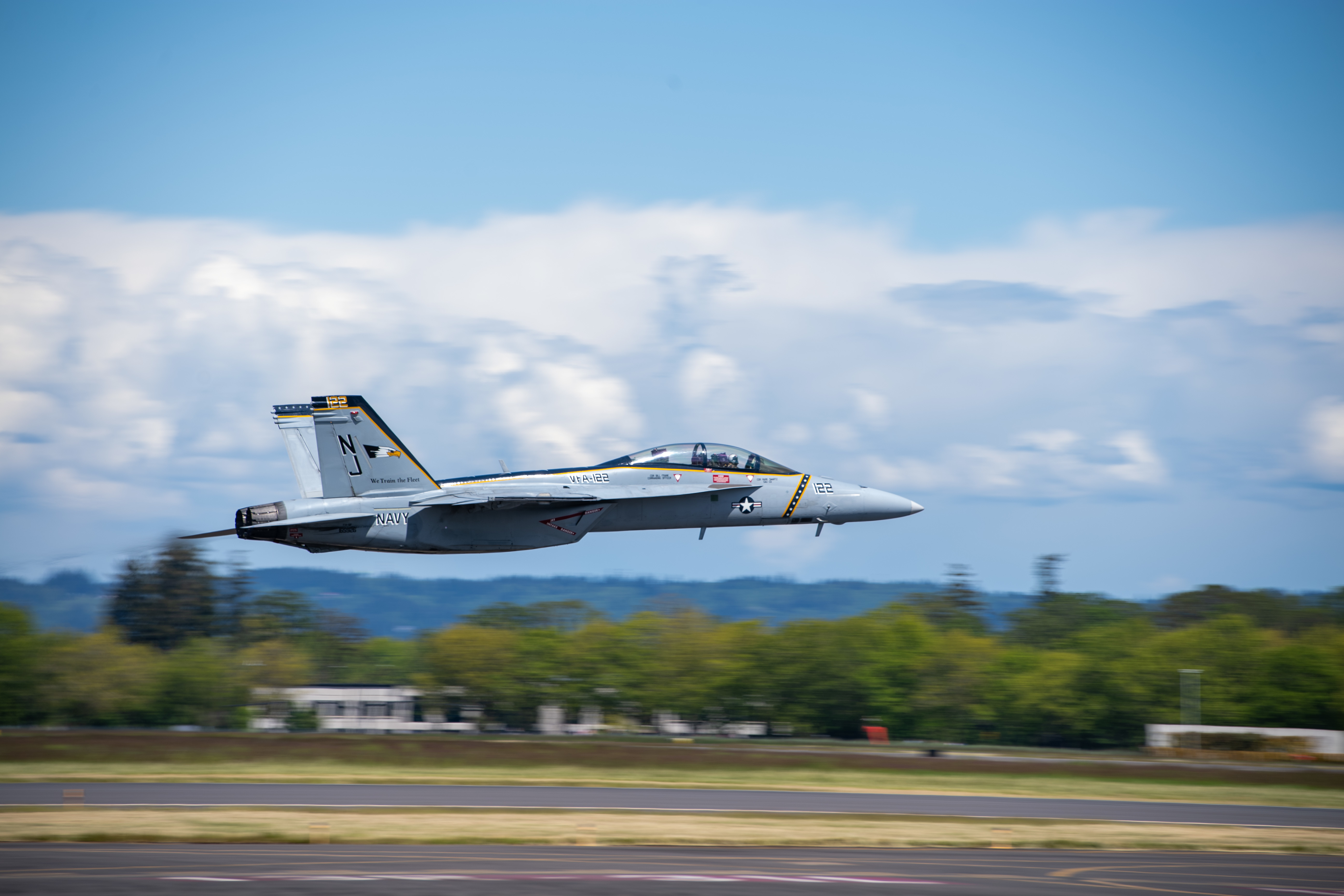
La teniente Amanda Lee actuando en el Rhino Demo Team en 2022.
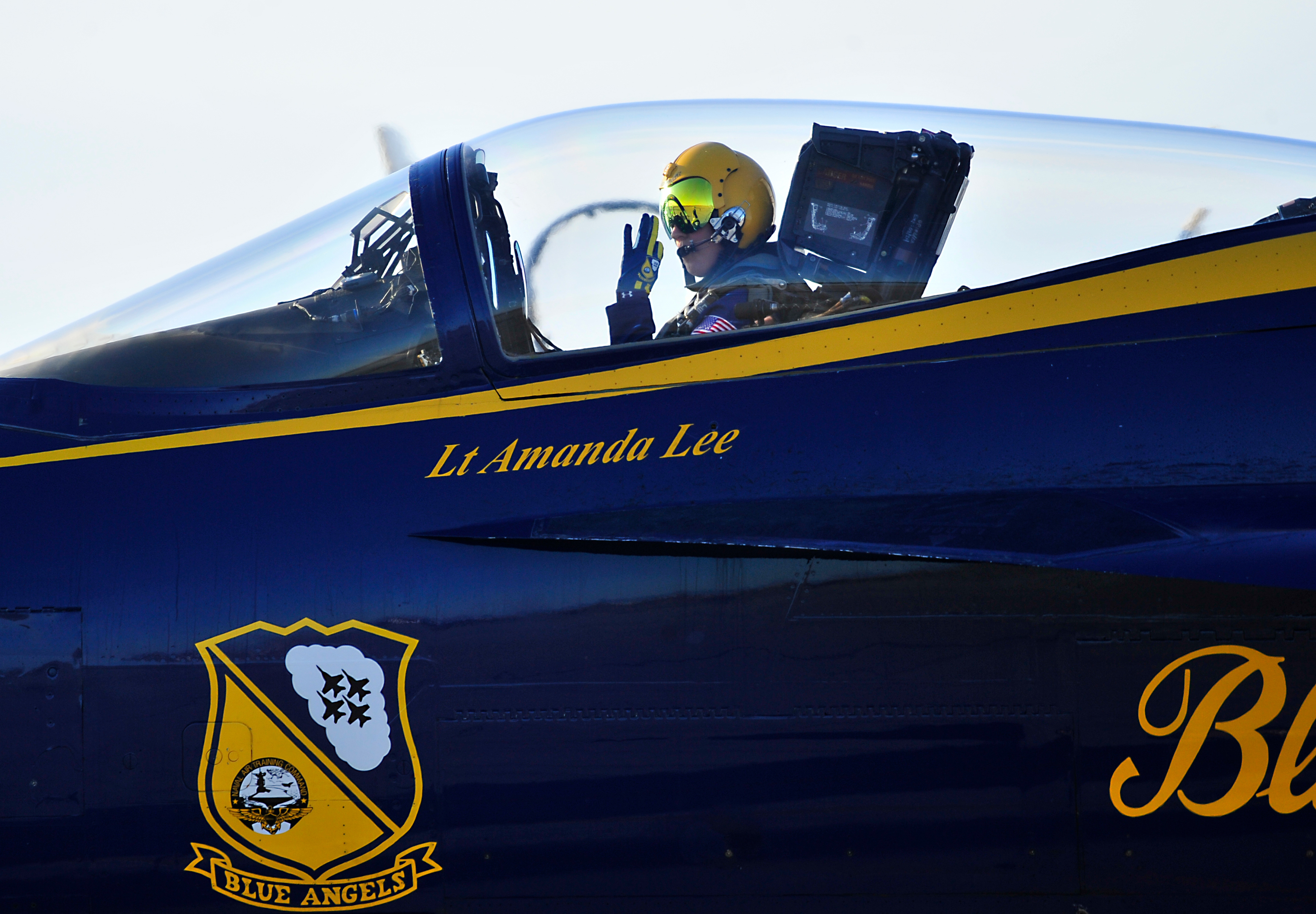
Amanda Lee saluda desde la cabina de su Super Hornet en 2023.
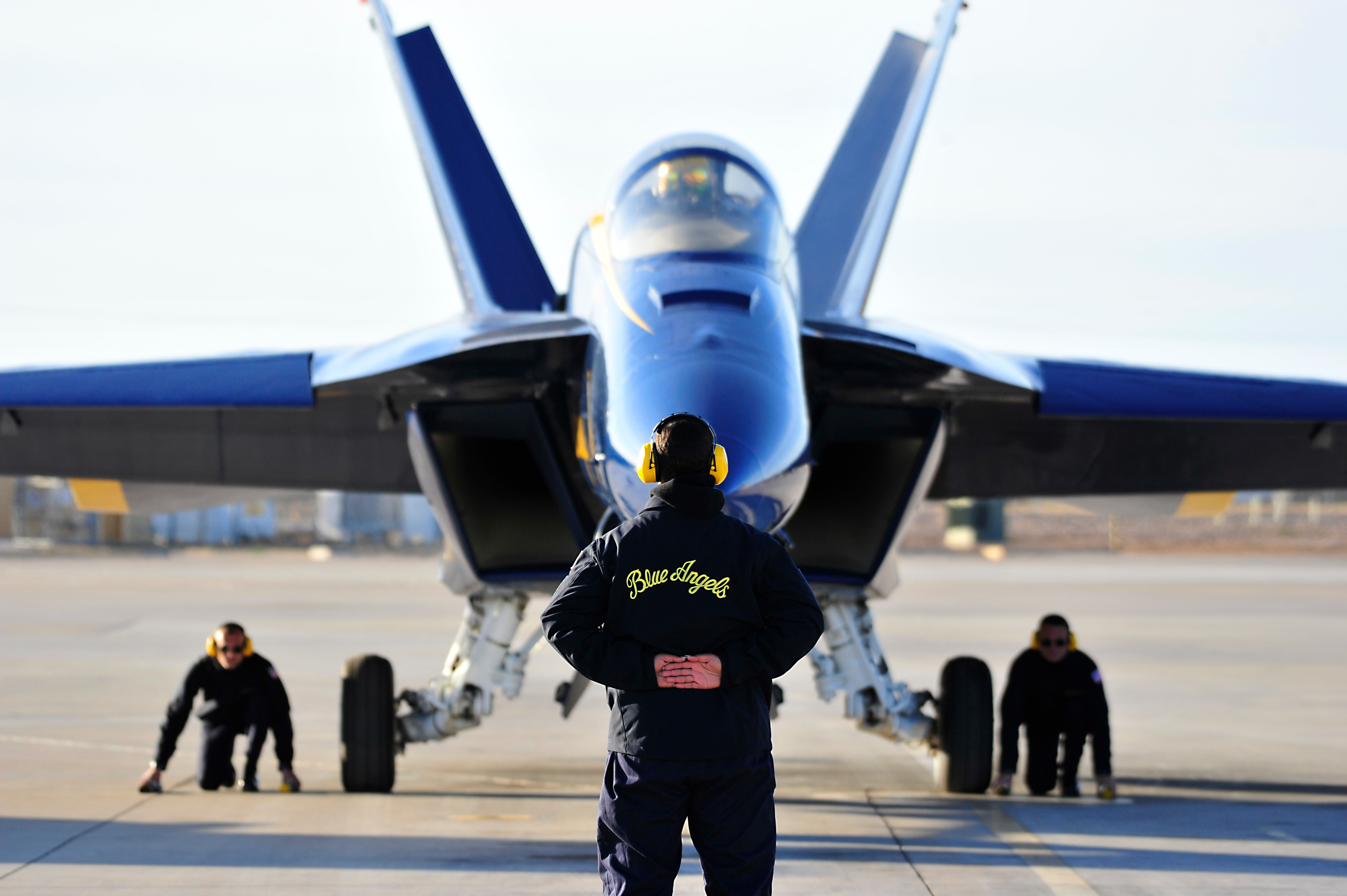
Amanda Lee lista para el despegue en 2023.
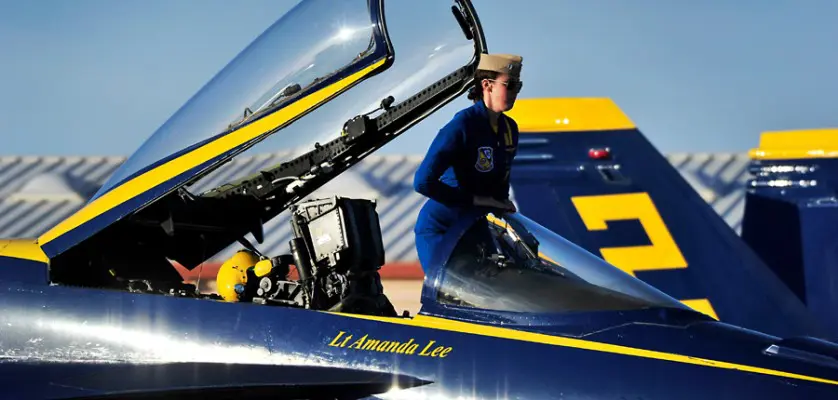
La teniente Amanda Lee se prepara para el despegue antes de un vuelo de entrenamiento sobre Naval Air Facility (NAF) El Centro (marzo de 2023).